# Chiesa di Nostra Signora del Coll
La chiesa di Nostra Signora del Coll è un luogo di culto cattolico di Barcellona, posta nel barrio di El Coll del distretto di Gràcia, da cui prende il nome.

## Storia
La chiesa fu costruita nel XI secolo nel barrio di El Coll, un tempo zona rurale di difficile accesso ai piedi del Monte Carmelo, dopo che un'immagine della Vergine venne trovata sul posto.
Inizialmente la chiesa fu intitolata alla Nuestra Señora de la Font-rurbia.
Nel 1836, l'edificio fu acquistato da un cittadino privato, fino agli inizi del XX secolo, quando passò sotto la responsabilità dei Missionari dei Sacri Cuori di Gesù e Maria di Mallorca.
Durante la guerra civile spagnola, la chiesa fu bruciata, venendo restaurata nel 1948.

## Architettura

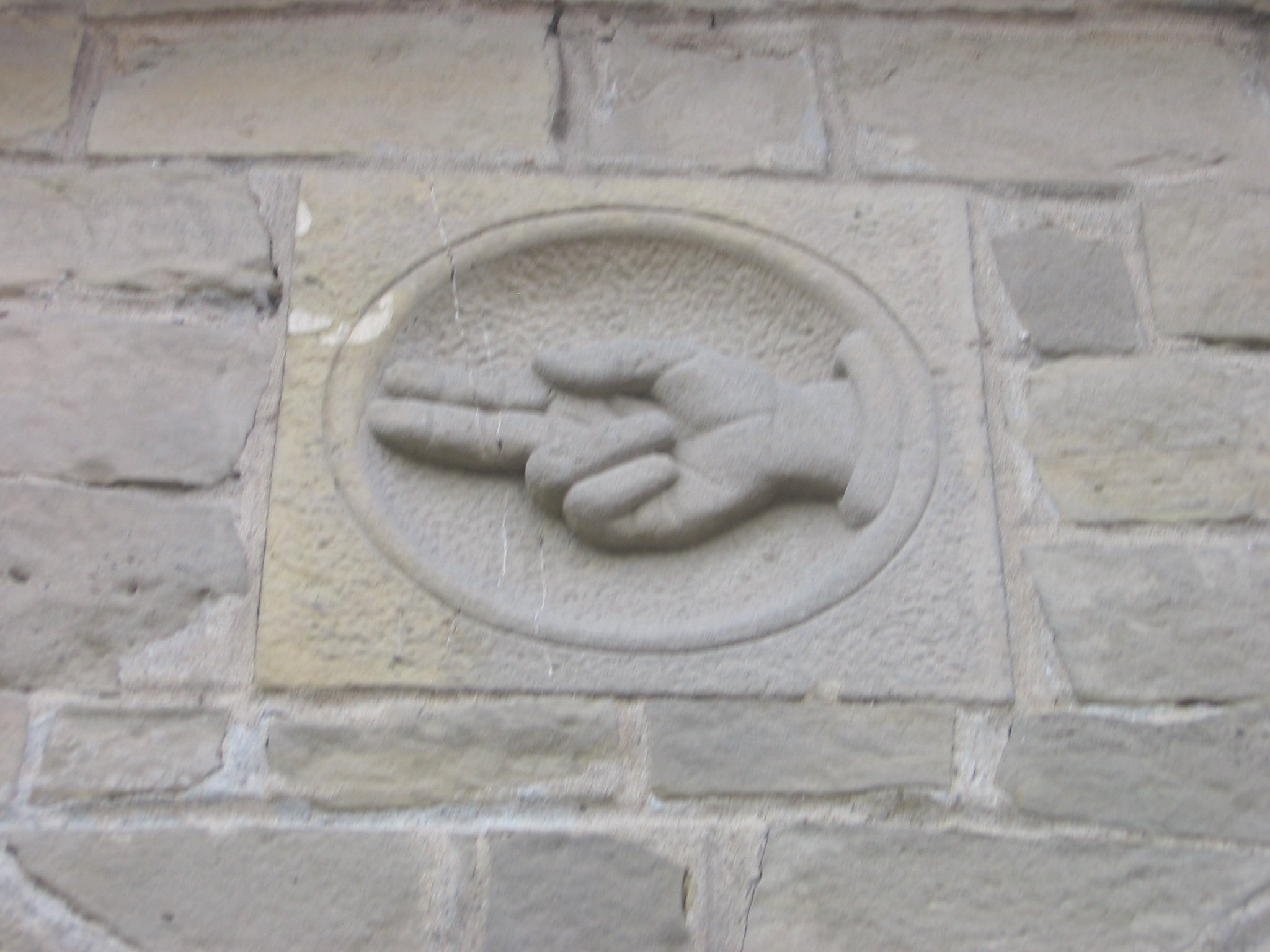
Incisione posta nel portico d'entrata della chiesa

Della chiesa originale del XI secolo è conservato oggi solo il corpo centrale e il campanile.
Nel 1930 l'edificio è stato ampliato, creando il transetto, l'abside e la volta, mantenendo lo stile romanico originale.
Il portico d'ingresso è del XX secolo, nel quale spicca una incisione che raffigura una mano nell'atto di una benedizione.